# 金海金氏
金海金氏（キメキムし、きんかいきんし、김해김씨）は、朝鮮半島の氏族の一つ。本貫を金海とする。現在の韓国最大の氏族集団である。2015年の調査によると、人口数は4,456,700人である。

## 始祖
始祖は駕洛国（金官伽倻）の王・首露王とされる。このため駕洛金氏ともいう。一族では新羅建国の功臣・金庾信が知られる。また、金海許氏（首露王の王妃許黄玉の姓を名乗った二人の息子が祖）と仁川李氏も始祖を首露王としており、同本貫として扱われた。金海許氏の祖は、首露王の王妃許黄玉であり、そのルーツは紀元前インドのアショカ王の家系に繋がり、インドから漂流して金海にたどり着き、首露王に見初められ王妃となった。王妃の王陵にはその家系にまつわるインドの家系の写真や系図などがあり、本家の家系を引き継ぐ者のみ閲覧などが出来る。
2004年に、許黄玉の「インド渡来説」を立証する科学的証拠が示された。ソウル大学医学部の徐廷ソン教授と翰林大学医学部のキム・ジョンイル教授は、韓国遺伝体学会において「許黄玉の子孫と推定される金海市にある古墳の遺骨を分析した結果、韓民族のルーツであるモンゴル北方系とは異なり、インド南方系だった」と発表した。ミトコンドリアはDNAを保持するが、許黄玉の「インド渡来説」が事実であるならば、子孫は母方の許黄玉のDNAを継承しており、インド南方系のDNAをもつことになるが、許黄玉の子孫と推定される遺骨の塩基配列を分析した結果、モンゴル北方系ではなくインド南方系の特徴を備えていた。
『三国史記』金庾信列伝には、金庾信は首露王の後裔であり、その祖先は中国黄帝の子・少昊金天氏であり、そのため金姓を名乗ったとある。

## 行列字
- 版図判書公派：派祖 添劒

| ○世孫  | 72       | 73       | 74       | 75       | 76       | 77       | 78       | 79       | 80       | 81       |
| ------ | -------- | -------- | -------- | -------- | -------- | -------- | -------- | -------- | -------- | -------- |
| 行列字 | 영（永） | 주（柱） | 병（炳） | 규（圭） | 석（錫） | 수（洙） | 동（東） | 섭（燮） | 기（基） | 종（鍾） |

- 副正公派：派祖 平

| ○世孫  | 69                | 70                | 71                | 72                | 73                | 74                | 75       | 76       | 77       |
| ------ | ----------------- | ----------------- | ----------------- | ----------------- | ----------------- | ----------------- | -------- | -------- | -------- |
| 行列字 | 연（淵） 태（泰） | 영（榮） 병（秉） | 섭（燮） 욱（煜） | 규（圭） 길（吉） | 종（鍾） 용（鎔） | 태（泰） 영（永） | 상（相） | 병（炳） | 균（均） |

- 参奉公派：派祖 麟瑞

| ○世孫  | 70       | 71       | 72       | 73       | 74       | 75       | 76       | 77       | 78       | 79       | 80       | 81       |
| ------ | -------- | -------- | -------- | -------- | -------- | -------- | -------- | -------- | -------- | -------- | -------- | -------- |
| 行列字 | 응（應） | 종（鍾） | 수（洙） | 병（柄） | 환（煥） | 규（圭） | 석（錫） | 영（永） | 병（秉） | 찬（燦） | 배（培） | 용（鏞） |

- 司正公派：派祖 利亨

| ○世孫  | 75       | 76       | 77       | 78       | 79       | 80       | 81       |
| ------ | -------- | -------- | -------- | -------- | -------- | -------- | -------- |
| 行列字 | 재（在） | 종（鍾） | 태（泰） | 근（根） | 병（炳） | 규（圭） | 석（錫） |

- 承仕郎公派：派祖 之瑞

| ○世孫  | 68       | 69       | 70       | 71       | 72       | 73       |
| ------ | -------- | -------- | -------- | -------- | -------- | -------- |
| 行列字 | 치（致） | 석（錫） | 영（永） | 병（秉） | 환（煥） | 재（在） |

## 人口分布と集姓村のある地域
人口数、割合はいずれも2015年統計。釜山広域市の各郡区、光州広域市の各区、蔚山広域市の各区、全羅南道の各市郡、済州特別自治道の各市など、総人口の10%以上を占める市郡区は多い。集姓村のある地域は以下の通りである。
- 全羅南道珍島郡（4,684人、総人口の16.97%）
- 全羅南道海南郡（11,087人、総人口の17.34%）
- 全羅南道新安郡（6,939人、総人口の20.35%）
- 全羅南道霊光郡（6,688人、総人口の14.12%）
- 全羅南道莞島郡（9,079人、総人口の20.28%）
- 全羅南道羅州市（10,926人、総人口の12.72%）
- 全羅南道務安郡（10,281人、総人口の13.79%）
- 全羅南道霊岩郡（7,802人、総人口の14.95%）
- 全羅南道和順郡（6,247人、総人口の10.95%）
- 全羅北道長水郡（1,899人、総人口の9.58%）
- 全羅北道南原市（7,844人、総人口の10.67%）
- 全羅北道高敞郡（5,344人、総人口の10.54%）
- 全羅北道扶安郡（4,911人、総人口の10.09%）
- 全羅北道金堤市（7,234人、総人口の9.37%）
- 光州広域市光山区（46,265人、総人口の12.32%）
- 慶尚北道浦項市
  - 南区（25,100人、総人口の11.04%）
  - 北区（27,232人、総人口の10.83%）
- 慶尚北道金泉市（15,604人、総人口の12.18%）
- 慶尚北道清道郡（4,949人、総人口の13.23%）
- 慶尚北道尚州市（8,744人、総人口の9.42%）
- 慶尚北道慶山市（23,916人、総人口の9.52%）
- 慶尚北道亀尾市（38,287人、総人口の9.79%）
- 慶尚南道昌原市
  - 城山区（24,776人、総人口の11.48%）
  - 義昌区（28,766人、総人口の12.2%）
  - 馬山会原区（22,921人、総人口の11.82%）
  - 馬山合浦区（21,320人、総人口の12.84%）
  - 鎮海区（21,428人、総人口の12.86%）
- 慶尚南道晋州市（35,277人、総人口の10.76%）
- 慶尚南道昌寧郡（6,279人、総人口の11.29%）
- 慶尚南道金海市（61,185人、総人口の12.68%）
- 慶尚南道泗川市（13,668人、総人口の13.13%）
- 慶尚南道南海郡（5,155人、総人口の12.55%）
- 江原特別自治道麟蹄郡（2,657人、総人口の9.21%）
- 江原特別自治道旌善郡（2,294人、総人口の6.66%）
- 江原特別自治道鉄原郡（3,894人、総人口の9.15%）
- 忠清南道扶余郡（4,840人、総人口の7.63%）
- 忠清南道錦山郡（5,930人、総人口の11.81%）
- 忠清南道公州市（7,506人、総人口の7.14%）
- 忠清南道論山市（9,734人、総人口の8.64%）
- 忠清南道保寧市（8,034人、総人口の8.61%）
- 忠清南道牙山市（24,447人、総人口の8.61%）
- 忠清北道清州市
  - 上党区（9,758人、総人口の6.07%）
  - 西原区（12,778人、総人口の6.19%）
  - 興徳区（15,266人、総人口の6.49%）
  - 清原区（11,474人、総人口の6.88%）
- 忠清北道沃川郡（3,591人、総人口の7.82%）
- 忠清北道槐山郡（2,468人、総人口の7.14%）
- 平安南道龍岡郡
- 咸鏡南道北青郡
- 咸鏡南道洪原郡
- 咸鏡北道羅津市
- 咸鏡北道鏡城郡
- 咸鏡北道明川郡[4]

## 金姓と金海の本貫が与えられた人物
- 「金庾信」：新羅建国の功臣。
- 「金完」：李氏朝鮮中期の武臣。
- 「金希哲」：李氏朝鮮中期の文臣、義兵長。
- 「恭嬪金氏」：李氏朝鮮第14代王宣祖の後宮。金希哲の娘。第15代王光海君の生母。
- 「金弘道」：李氏朝鮮後期の画家。
- 「金大建」：李氏朝鮮最初のカトリック司祭
- 「金元鳳」：朝鮮の独立運動家、中国の軍人、北朝鮮の政治家。
- 「金大中」[要出典]：大韓民国の第15代大統領（在任：1998年-2003年）
- 「金武星」：大韓民国の政治家。
- 「チュウ」：大韓民国の歌手[6]。
- 「沙也可（金忠善）」（いたことは確かであるが、実態は不明な点も多い[7]）：文禄の役の際に朝鮮に降った日本の武将が知られる。その子孫は賜姓金海金氏（友鹿金氏）と呼ばれる。